# Pays de Savoie
Het Pays de Savoie (ook wel Savoie-Mont Blanc of Savoye) is een natuurlijke regio in de westelijke Alpen, bestaande uit de Franse departementen Savoie en Haute-Savoie. De naam van de streek verwijst naar de historische regio Savoye, die tot 1860 deel uitmaakte van de zelfstandige Alpenstaat "Savoye" (Hertogdom Savoye, later Koninkrijk Piëmont-Sardinië), waardoor het in de 21e eeuw nog steeds een ontwikkelde eigen regionale identiteit heeft.
In tegenstelling tot de historische regio Savoye is de term Savoie-Mont Blanc of Pays de Savoie is relatief recent en pas sinds de jaren 80 van de twintigste eeuw in gebruik. Het voornaamste doel was het onderscheid te kunnen maken tussen het departement Savoie en de streek (die beide departementen omvat).
Het gebied is een populaire vakantiebestemming, met name voor wintersporters en wielrenners. De bekende Mont Blanc fungeert internationaal als geografisch herkenningspunt.

## Geschiedenis
In 1860 werd het gebied formeel bij Frankrijk gevoegd, na een omstreden volksraadpleging en opgesplitst in twee departementen: Savoie en Haute-Savoie. In de volksmond is men blijven praten over Savoye, hoewel dan de twee Franse departementen bedoeld worden.
Sinds het einde van de 20e eeuw zijn er bewegingen in Savoye die strijden voor een autonome regio, of een onafhankelijke staat Savoye.

## Politiek en bestuur
Savoye maakt deel uit van de bestuurlijke regio Auvergne-Rhône-Alpes.
In februari 2001 werd de "Assemblée des Pays de Savoie" opgericht door gezamenlijke verklaring van de voorzitters van de algemene raden van beide departementen. Het is een publieke organisatie met een rechtspersoonlijkheid. Het belangrijkste doel is het faciliteren van gezamenlijke projecten tussen beide departementen. De assemblee bestaat uit leden van beide algemene raden. Bij de oprichting werd gedacht dat het een eerste stap zou kunnen zijn voor de oprichting van een nieuwe Franse bestuurlijke regio "Pays de Savoie", afgescheiden van de toenmalige regio Rhône-Alpes. In 2014-2016 vond echter een tegengestelde evolutie plaats, waarbij het aantal Franse regio's werd teruggebracht van 21 naar 12.

## Geografie

### Klimaat
Er zijn diverse soorten klimaten in Savoye, van een poolklimaat in het hooggebergte tot een Mediterraan klimaat in het zuiden. Over het algemeen is er een overgang van landklimaat naar een mediterraan klimaat.

## Economie en werk
Vooral wintersport toerisme in de skigebieden van de Alpen zijn belangrijk. Savoye kent grote skistations als: Paradiski, La Plagne, Valloire, Les Sybelles en Les Deux Alpes.

## Verkeer en vervoer

### Luchtvaart
- Annecy - Haute-Savoie - Mont Blanc Airport.

## Eten en drinken

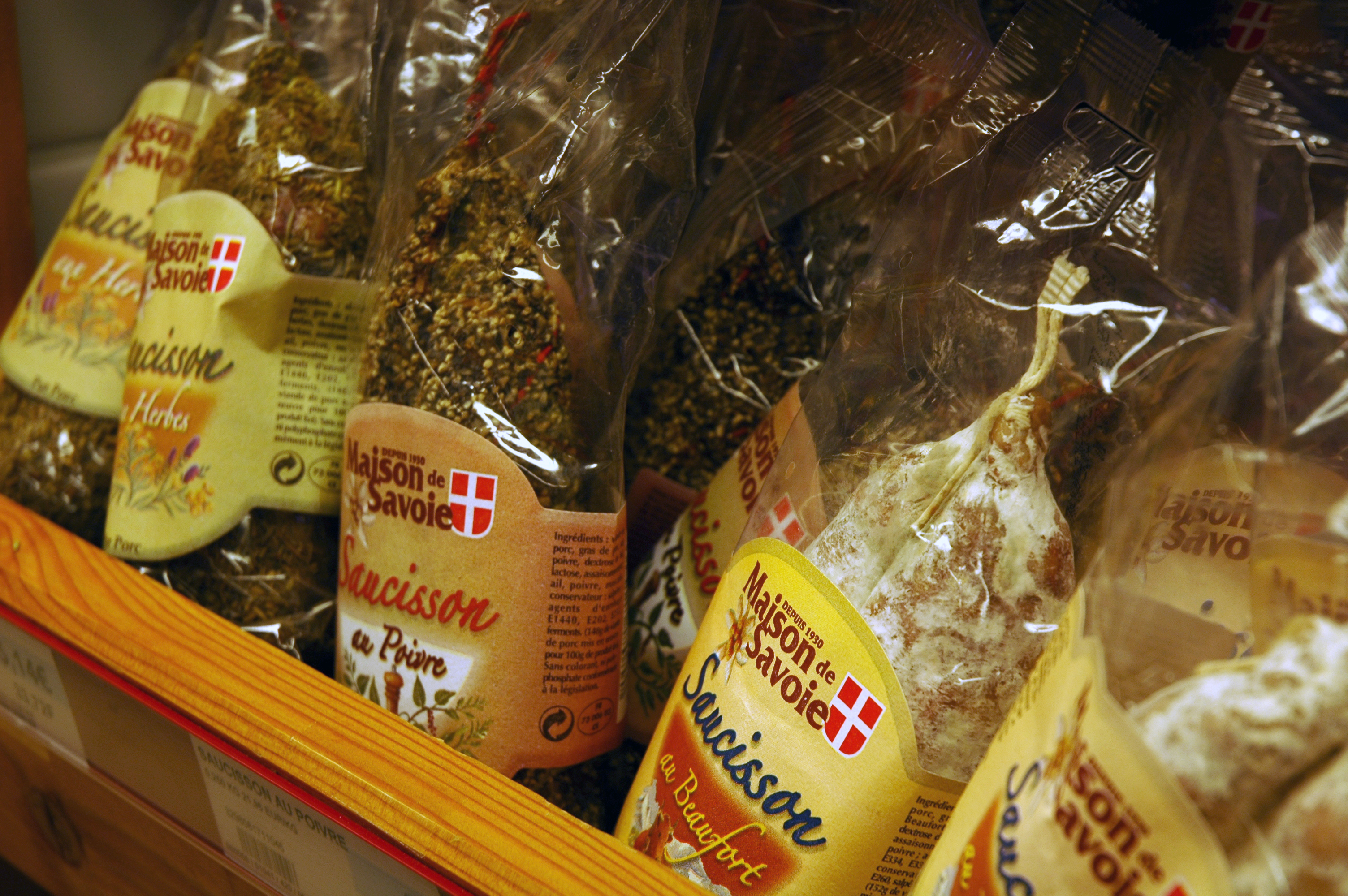
Droge worsten uit Savoie

In Savoye zijn de gerechten vooral streekgebonden. Een bekend gerecht is kaas in bijvoorbeeld raclette of fondue. Beaufort en Tomme de Savoie zijn bekende kaassoorten uit de streek. Sommige streken in Savoye, verlenen zich er ook voor witte wijn te maken. Bekende dranken uit de streek zijn chartreuse, gemaakt van 130 alpenkruiden en specerijen, en génépi, een sterke kruidenlikeur op basis van de alsem. Génépi heeft meestal een groene of geelgroene tint en geniet een behoorlijke populariteit onder de inwoners.

## Sport

### Wintersporten
In Savoye worden veel wintersporten beoefend. Favoriete sporten in Savoye zijn dan ook skiën en snowboarden. De streek bracht veel talentvolle skiërs voort zoals Jean-Luc Crétier, Jean-Claude Killy, Franck Piccard en Jean-Pierre Vidal, maar bekende snowboarders als Mathieu Bozzetto, Karine Ruby en Marco Siffredi. Ook het IJshockey is een gewaardeerde sport. Jaarlijks vindt het Internationale Mont-Blanc toernooi plaats in de regio, en bracht het internationals op als Philippe Bozon en Yves Crettenand. De regio kwam sportief op de kaart toen men in 1992 de Olympische Winterspelen organiseerde in Albertville.

### Voetbal

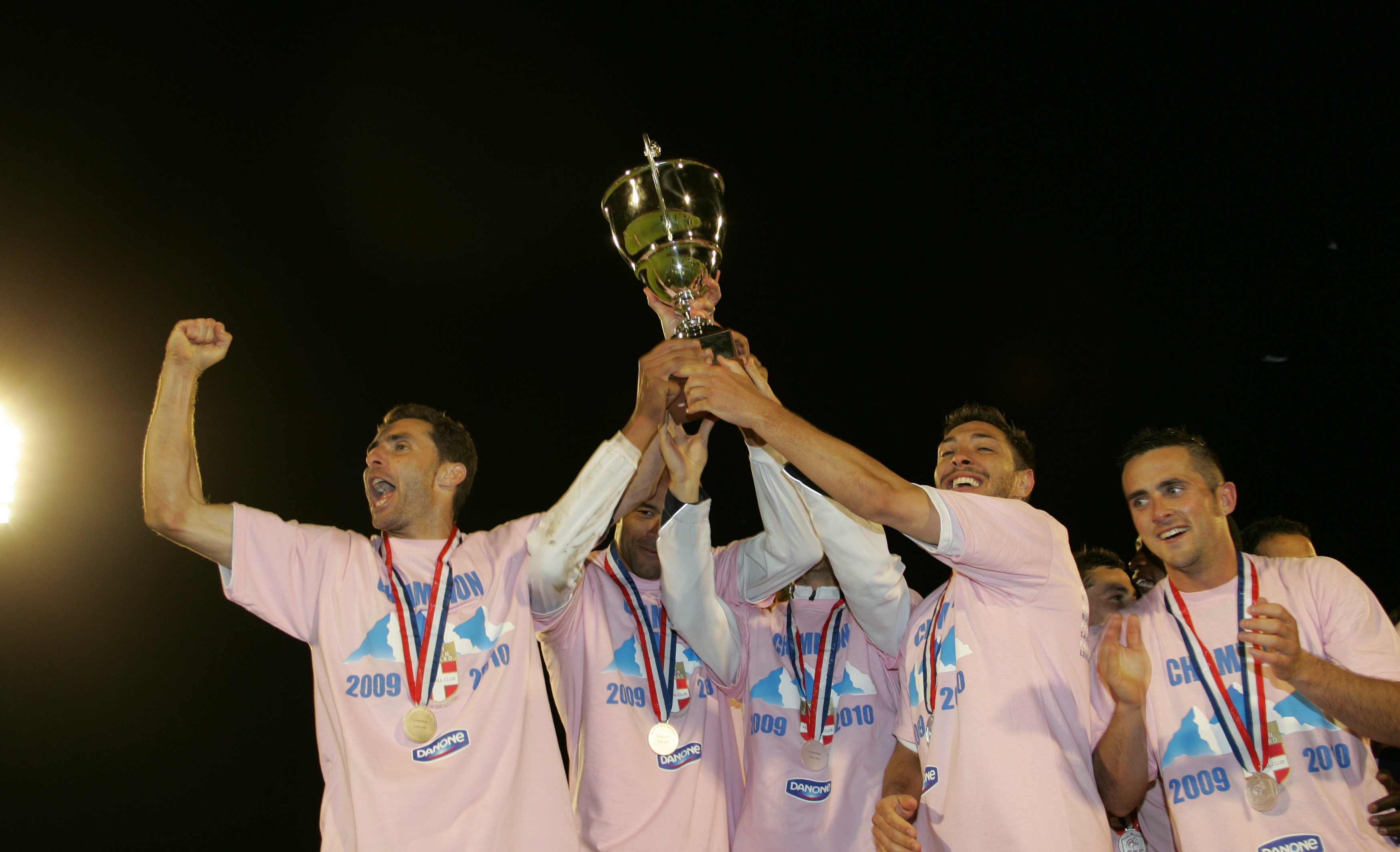
Spelers van Évian Thonon Gaillard FC, kampioen van de Championnat National in 2010.

Net als elders op de wereld, is voetbal een populaire balsport. Er zijn vele voetbalclubs, maar de bekendste club is Évian Thonon Gaillard FC (voorheen: Olympique Croix de Savoie), die anno het seizoen 2010/2011 uitkomt in de Ligue 2 (Franse eerste divisie). De voetbalclub SO Chambéry maakte in 2011 landelijk furore door als reuzendoder vanuit de CFA 2 (de 5e divisie van Frankrijk) in de prestigieuze Coupe de France achtereenvolgens te winnen van AS Monaco, Stade Brestois en FC Sochaux. De uitgeschakelde clubs kwamen allen uit in de Ligue 1, de hoogste Franse voetbalklasse.
In de voormalige Savoyaardse hoofdstad Turijn, speelt Juventus FC haar wedstrijden. De Bianconeri werden reeds 27 keer kampioen in de Italiaanse Serie A en wonnen onder meer tweemaal de Europacup I. Hoewel Turijn sinds 1860 geen deel meer uitmaakt van de moderne regio Savoye, geniet de club nog altijd een grote populariteit in deze regio. Tijdens het seizoen 2009/10 nam de geboren Savoyaard Jean-Claude Blanc bij Juventus zelfs de honneur aan als clubvoorzitter.
Ondanks de bergachtige omgeving, is het clubvoetbal in opkomst. De regio heeft al een hoop profvoetballers geleverd, waaronder Richard Dutruel, Fabrice Fiorèse, Sébastien Frey en Younès Kaboul. Net als de Basken heeft Savoye met het Savoyaards elftal een eigen nationaal voetbalelftal dat echter wel is uitgesloten voor deelname aan het WK en het EK.

### Wielersport
Ook wielrennen is er bijzonder populair. De Tour de France is mede dankzij de Savoyse Alpen en zijn beruchte bergpassen uitgegroeid tot de belangrijkste wielerwedstrijd van het jaar.

## Evenementen

### Olympische Winterspelen

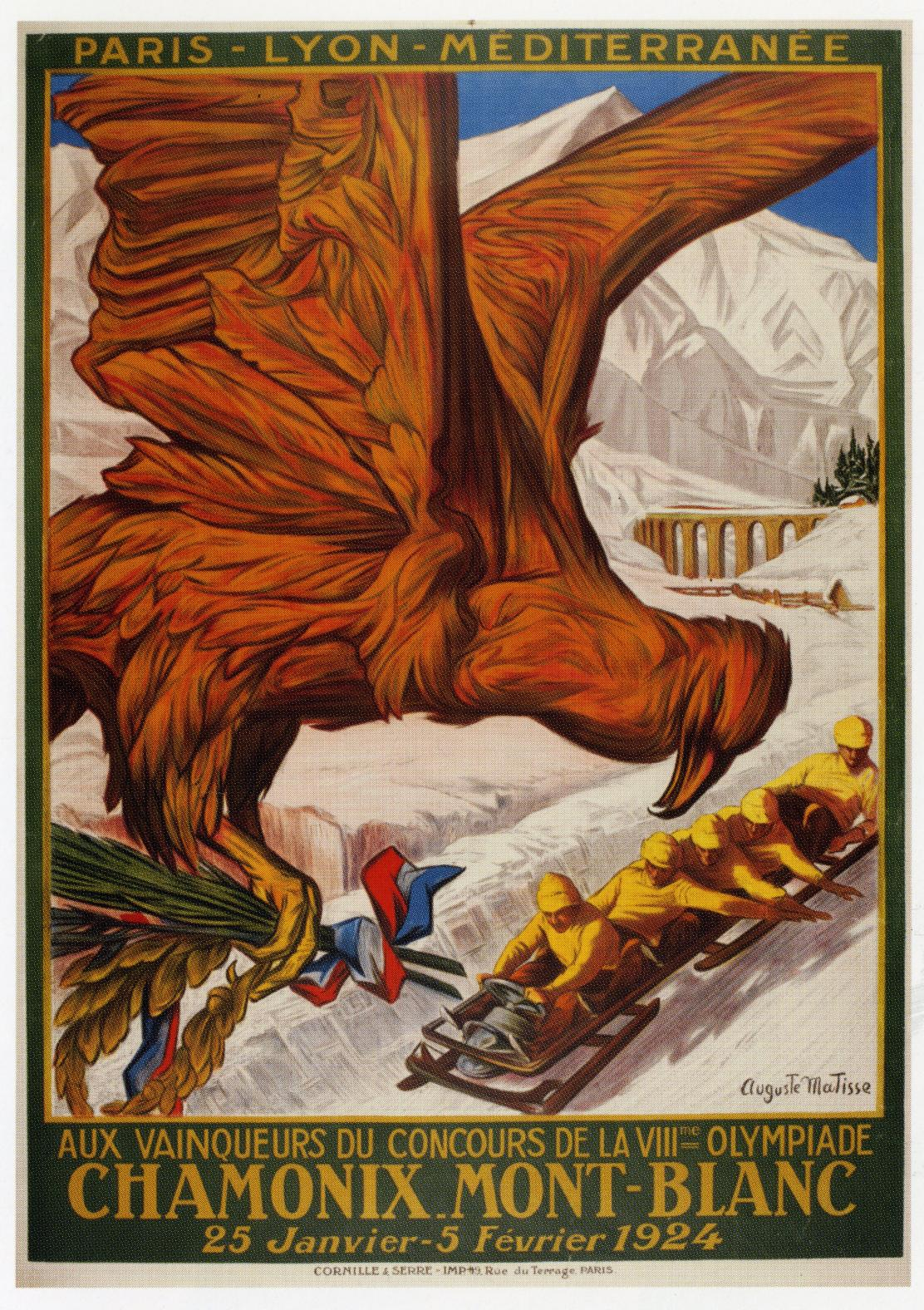
Affiche van de Olympische Spelen in 1924.

In 1924 werd de eerste editie van de Olympische Winterspelen gehouden in Savoye. Dit vond plaats in Chamonix, aan de voet van de Mont Blanc. Dit sportevenement was een groot succes, waarna er werd besloten dat dit voortaan elke vier jaar zou worden georganiseerd.
Jean-Claude Killy, de drievoudig medaillewinnaar, had zich in 1981 ingespannen om de Winterspelen terug naar Frankrijk te halen. Hiervoor sloeg hij de handen ineen met Michel Barnier, een politicus uit de Savoie. Op 17 oktober 1986 besliste het IOC om de Winterspelen voor 1992 toe te kennen aan Albertville. Albertville had een zeer sterk dossier en werd waarschijnlijk ook geholpen door het feit dat de Zomerspelen van 1992 aan Barcelona, en niet aan Parijs, waren toegekend. De Spelen van Albertville waren zeer duur en kostten zo'n 12 miljard Franse frank. De hoge kosten van de Spelen hadden evenwel een positieve zijde: in de hele streek werden lang verwachte infrastructuurwerken uitgevoerd.
Turijn, de voormalige hoofdstad van Savoye, organiseerde de Olympische Winterspelen van 2006, hoewel het al geruime tijd geen onderdeel meer uitmaakt van de moderne regio Savoie-Mont Blanc. In 2008 stelde de stad Annecy zich kandidaat voor de organisatie van de Olympische Winterspelen van 2018.
| Jaar    | Gaststad    | Datum                   | Landen | Sporters | Sporters | Sporters | Sporten | Onderdelen |
| Jaar    | Gaststad    | Datum                   | Landen | Totaal   | Mannen   | Vrouwen  | Sporten | Onderdelen |
| ------- | ----------- | ----------------------- | ------ | -------- | -------- | -------- | ------- | ---------- |
| OS 1924 | Chamonix    | 25 januari - 5 februari | 16     | 258      | 247      | 11       | 6       | 16         |
| OS 1992 | Albertville | 8 - 23 februari         | 64     | 1801     | 1313     | 488      | 7       | 57         |
| PS 1992 | Tignes      | 25 maart - 1 april      | 24     | 365      | 288      | 77       | 3       | 79         |